# Ридж-Фарм (Іллінойс)
Ридж-Фарм (англ. Ridge Farm) — селище (англ. village) в США, в окрузі Вермільйон штату Іллінойс. Населення — 787 осіб (2020).

## Географія
Ридж-Фарм розташований за координатами 39°53′45″ пн. ш. 87°39′7″ зх. д. / 39.89583° пн. ш. 87.65194° зх. д. (39.895722, -87.651961).  За даними Бюро перепису населення США в 2010 році селище мало площу 7,92 км², уся площа — суходіл.

## Демографія
Згідно з переписом 2010 року, у селищі мешкали 882 особи в 359 домогосподарствах у складі 261 родини. Густота населення становила 111 особа/км².  Було 408 помешкань (52/км²).
Расовий склад населення:
| - 98,2 % — білих - 0,3 % — чорних або афроамериканців - 0,1 % — корінних американців |

До двох чи більше рас належало 1,1 %. Частка іспаномовних становила 1,0 % від усіх жителів.
За віковим діапазоном населення розподілялося таким чином: 26,1 % — особи молодші 18 років, 57,6 % — особи у віці 18—64 років, 16,3 % — особи у віці 65 років та старші. Медіана віку мешканця становила 39,3 року. На 100 осіб жіночої статі у селищі припадало 96,0 чоловіків;  на 100 жінок у віці від 18 років та старших — 93,5 чоловіків також старших 18 років.
Середній дохід на одне домашнє господарство  становив 59 518 доларів США (медіана — 44 844), а середній дохід на одну сім'ю — 68 803 долари (медіана — 55 313). Медіана доходів становила 50 221 долар для чоловіків та 34 219 доларів для жінок. За межею бідності перебувало 13,7 % осіб, у тому числі 22,3 % дітей у віці до 18 років та 5,5 % осіб у віці 65 років та старших.
Цивільне працевлаштоване населення становило 374 особи. Основні галузі зайнятості: освіта, охорона здоров'я та соціальна допомога — 20,6 %, виробництво — 16,8 %, будівництво — 14,7 %.